# إنستغرام
إنستغرام أو إنستقرام أو إنستجرام (بالإنجليزية: Instagram)‏ (يعرف اختصاراً بشكل شائع ب إنستا) هو خدمة شبكة اجتماعية أمريكية لمشاركة الصور والفيديوهات مملوكة لشركة ميتا. تم تطويره من قبل كيفن سيستروم ومايك كرايغر، وأُطلق لأول مرة على أنظمة آي أو إس في أكتوبر 2010. لاحقًا، تم إطلاق نسخة الأندرويد في أبريل 2012، تلتها نسخة سطح المكتب في نوفمبر من نفس العام، والتي جاءت مع ميزات محدودة مقارنةً بتطبيق الهاتف. في يونيو 2014، أُطلق إنستغرام على نظام فاير أو إس، وفي أكتوبر 2016، تم إصداره لنظام ويندوز 10.
يتيح التطبيق لمستخدميه تحميل الصور والفيديوهات وتعديلها باستخدام الفلاتر، بالإضافة إلى تنظيمها من خلال الوسوم والإشارات الجغرافية. يمكن مشاركة المنشورات مع الجمهور العام أو مع متابعين معتمدين مسبقًا. يمكن للمستخدمين تصفح محتوى الآخرين بناءً على الوسوم والمواقع، كما يمكنهم مشاهدة المحتوى الأكثر شيوعًا. يتيح التطبيق الإعجاب بالصور ومتابعة الحسابات، لتظهر منشوراتهم في الصفحة الرئيسية للمستخدم.
في البداية، كان إنستغرام يسمح فقط بنشر الصور والفيديوهات بنسبة عرض 1:1 (مربع) بدقة 640 بكسل، لتتناسب مع شاشات آيفون في ذلك الوقت. في عام 2015، تم إزالة هذا القيد وزيادة دقة الصور والفيديوهات إلى 1080 بكسل. كما أُضيفت ميزات جديدة مثل الرسائل المباشرة وإمكانية تحميل عدة صور أو فيديوهات في منشور واحد. لاحقًا، تم اقتباس ميزة "القصص" من سناب شات، حيث يمكن للمستخدمين نشر صور وفيديوهات تختفي بعد 24 ساعة. في يناير 2019، أُعلن أن ميزة القصص تُستخدم من قبل 500 مليون مستخدم يوميًا.
منذ إطلاقه في 2010، حقق إنستغرام شعبية كبيرة، حيث وصل إلى مليون مستخدم مسجل في غضون شهرين، و10 ملايين مستخدم خلال سنة واحدة، ومليار مستخدم بحلول يونيو 2018. في أبريل 2012، استحوذت شركة فيسبوك على إنستغرام مقابل مليار دولار نقدًا وأسهم. بحلول أكتوبر 2015، تم تحميل أكثر من 40 مليار صورة على المنصة. وعلى الرغم من شعبيته الكبيرة، واجه إنستغرام انتقادات عديدة بسبب تغييرات في واجهة المستخدم وسياسة الخصوصية، فضلاً عن اتهامات بالرقابة على المحتوى والمحتويات غير القانونية أو غير الملائمة التي يتم نشرها من قبل المستخدمين.
في يوليو 2020، تصدر لاعب كرة القدم الشهير كريستيانو رونالدو قائمة أكثر الأشخاص متابعةً على إنستغرام، بأكثر من 233 مليون متابع. في 14 يناير 2019، حققت بيضة إنستغرام رقمًا قياسيًا كأكثر صورة حصلت على إعجابات في التطبيق، حيث نُشرت من حساب @world_record_egg بهدف كسر الرقم القياسي السابق لمنشور كايلي جينر، الذي حصد 18 مليون إعجاب. حصلت صورة البيضة على أكثر من 54 مليون إعجاب.
في العقد الأخير، أصبح إنستغرام رابع أكثر تطبيق هاتف تحميلًا على مستوى العالم.

## تاريخ الشركة

إيقونة إنساتغرام منذ 2016

بدأ تطوير إنستغرام في سان فرانسيسكو تحت اسم بوربن Burbn، وهو تطبيق تسجيل إجراءات الوصول انشأ من قبل كيفن سيستروم، ومايك كرايغر. وبعد أن أدركوا أن تطبيق بوربن كان مُشابهاً جداً لتطبيق فور سكوير Foursquare، أعادا المطوران تركيز تطبيقهم ليكون لمشاركة الصور، والذي أصبح ميزة شعبية بين مستخدمين تطبيق بوربن. ومن ثم أعادوا تسمية إلى اسم إنستغرام، وهو لفظ منحوت، من الكاميرا الفورية instant camera وتيليجرام.

### 2010-2011: البدايات والتمويل الرئيسي
في 5 مارس، 2010، أغلق سيستروم جولة التمويل الأولي للشركة والذي كان مقداره 500,000 ألف دولار مع ايسلين فينتجرز، واندريسن هورويتز الذين كانوا يعملون على تطبيق بوربن. وفي أكتوبر 2010، انضم جوش ريديل إلى الشركة كمدير مجتمع، تقوم وظيفته بالتسويق للشركة في وسائل التواصل الاجتماعي والرد على استفسارات العملاء والمستخدمين. في نوفمبر 2010 انضم شاوين سويني كمهندس، في أغسطس 2011، أنضمت جيسيكا زولمان ك كمبشر مجتمع.
أول مشنور لإنستغرام كان صورة لشاطئ هاربور الجنوبي في عنوان بير 38، نُشر من قبل مايك كرايغر بتتاريخ 16 يوليو، 2010، في 5:26 مساءً. وشارك سيستروم أول منشور له، الذي كان عباره عن صورة كلب وقدم عشيقته، بعد عدة ساعات لاحقة في 9:24 مساءً. صُنفت بشكل خاطئ كأول صورة تُنشر على إنستغرام وذلك بسبب الحروف الأولية في رابط المنشور.[بحاجة لمصدر أفضل] في 6 أكتوبر، 2010، أصدِرَ تطبيق إنستغرام بشكل رسمي على نظام تشغيل أي أو أس وبإمكان تنزيله من خلال متجر آب ستور.
في فبراير 2011، رُويَ أن أنستغرام قد حصد 7 ملايين دولار أمريكي في جولة التمويل الأولي لسيرس أي Series A من قبل عدد من المستثمرين المُختلفين، من ضمنهم بينجش مارك كابيتال، وجاك دورسي، وكريس ساكا، وآدم دانجيلو. قُيمَ آنذاك ثمن إنستغرام بحوالي 20 مليون دولار. في أبريل 2012، حصد إنستغرام 50 مليون دولار من من مستثمري رؤوس الأموال (فينجر) مع تقدير قيمة إنستغرام بـ500 مليون دولار. يعتبر جوشوا كوشنر ثاني أكبر مستثمر في جولة سيرس بي (series B) للتمويل الأولي إلى إنستغرام، وقاده إستثماره الثابت والكبير، إلى أن ينمو رأس ماله لاحقاً، وتتضاعف أمواله بعد بيع إنستغرام إلى فيس بوك.

### 2012-2014: المنصات المتُقدمة والاستحواذ من قبل فيس بوك
في 3 أبريل، 2013، أطلقت إنستغرام نسخة من تطبيقها لهواتف الأندرويد، وحصدت على أكثر من مليون تحميل في أقل من يوم واحد. وحصل تطبيق الاندرويد على تحديثان ملحوظان بشكل كبير: الأول، في مارس 2014، والذي قامت به إنستغرام بتقليل حجم التطبيق إلى النصف وإضافة تغييرات قامت بنحسين أداء التطبيق؛ والثاني في أبريل 2017، بإضافة وضع الأوف لاين الذي يسمح للمستخدمين برؤية المحتوى والتفاعل معه بدون اتصال بالإنترنت. في وقت الإعلان، رُويَ أن 80% من مستخدمي إنستغرام البالغ عددهم 600 ميلون مستخدم هم خارج الولايات المتحدة. وبينما كان هذا المذكور سابقاً في الإعلان، أعلنت إنستغرام أيضاً نيتها بجعل العديد من الميزات مُتاحة أوف لاين، وأنهم يقومون باستكشاف نسخة الأي أو أس.
في 9 أبريل، 2012، أشترت فيس بوك، إنستغرام، بمبلغ قدره مليار دولار أمريكي نقداً وكأسهم، مع خطة لإبقاء إدارة شركة إنستغرام مُستقلة عن فيس بوك. وفي 14 أغسطس، 2012 وافق مكتب التجارة العادلة البريطاني على الصفقة، وفي 22 أغسطس، 2012، أغلقت لجنة التجارة الفيدرالية في الولايات المتحدة تحقيقاتها مما جعل الصفقة تكتمل. وفي 6 سبتمبر، 2012، أغلقت صفقة الشراء بين فيس بوك وإنستغرام بشكل رسمي بسعر شراء 300 مليون دولار أمريكي نقداً و23 مليون مشاركة في الأسهم.
أغلقت الصفقة قبل أن تعين فيس بوك العرض العام الأولي وفقاً إلى سي أن أن. سعر الصفقة قُرن بصفقة شراء ياهو لموقع فليكر بسعر 35 مليون دولار في عام 2005. قال مارك زوكبيرغ أن فيس بوك قد تعهدت ببناء وتطوير إنستغرام بشكل مُستقل. واستناداً إلى مجلة وايرد، بأن الصفقة قد حققت ربحاً صافياً قدره 400 مليون دولار أمريكي إلى سيستروم.
في نوفمبر 2012، أطلقت إنستغرام ميزة الصفحات الشخصية على موقع الويب، تسمح لأي شخص بأن يرى محتوى المستخدمين في صفحاتهم الشخصية من متصفح ويب مع وظائف أو مزايا مَحدودة.
منذ إطلاق تطبيق إنستغرام، كان إنستغرام يستخدم تكنولوجيا فور سكواري أي بي أي (Foursquare APO) لتوفير أسماء إشارات المواقع الجغرافية، ولكن منذ مارس 2014، بدأ إنستغرام الاختبار والتحويل إلى استخدام تكنولوجيا أماكن فيس بوك (Facebook places).

### 2015-2017: إعادة التصميم وتطبيق ويندوز
في يونيو 2015، أعيد تصميم واجهة المستخدم لسطح المكتب لتكون مسطحة أكثر، وتبسيطية، ولكن مع مساحة شاشة أكثر لكل صورة ومع مراعاة أن تشبه تصميم صفحة الرئيسية على تطبيق إنستغرام للهواتف. بالإضافة إلى أن صف الصور سيكون فقط ثلاثة صور بدلاً من خمس صور ليتلائم مع تصميم صفحة الهاتف للتطبيق.
في 11 مايو، 2016، حسن إنستغرام من تصميمه، وأضاف ثيم تصميم مسطح أبيض وأسود لواجهة المستخدم في تطبيقه، وتصميم أكثر تفاعلية وراحة لمستخدميه، ومُجرد أو مُختصر، وحديث، مع أيقونة ملونة. في أبريل 2016، بدأت تداولت لأول مرة إشاعات عن إعادة التصميم، عندما استلم موقع ذا فيرج الأمريكي لقطة شاشة من من بائع أو مسرب للمعلومات السرية، ولكن في ذلك الوقت، قال المتحدث باسم إنستغرام أن المنشور كان مُجرد فكرة.
في 6 ديسمبر، 2016، قدمت إنستغرام خاصية الإعجاب بالتعليقات، ولكنها ليست مثل الإعجاب بالمنشورات، أذ أن المستخدم الذي نشر التعليق لن يستلم أي اشعار بخصوص إعجابات التعليقات في صندوق إشعاراته، وللرافعي الوسائط لهم قرار اختياري بتعطيل التعليقات على المنشورات.
في أبريل 2016، أصدرت إنستغرام تطبيقها إلى ويندوز 10 موبايل، بعد سنوات من الطلب من قبل مايكروسوفت والعامة بأصدار تطبيق إلى المنصة. وفي 21 نوفمبر، 2013، أصدرت إنستغرام لأول مرة تطبيقها ليعمل على ويندوز فون 8، وسبق ذلك إطلاق نسخة بيتا تجريبية لإنستغرام على المنصة. وأضافت فيه الدعم للمقاطع المرئية (مشاهدة وإنشاء المنشورات أو القصص، ومشاهدة البثوث المباشرة)، وكذلك المنشورات والرسائل المباشرة. وفي أكتوبر 2016، تم إصدار تطبيق للحواسيب الشخصية والأجهزة اللوحية التي تعمل على ويندوز 10. وفي مايو 2016، حدثت إنستغرام موقعها الإلكتروني على المتصفح ليسمح للمستخدمين برفع الصور، وإضافة نسخة "lightweight" إلى نافذة الاستكشاف.
في 30 أبريل، 2019، توقف تطبيق إنستغرام على ويندوز 10 موبايل عن العمل، إلا أن بقي متاحاً على المتصفح كتطبيق ويب تقدمي، مع محدودية الوظائف والمزايا. وبقي التطبيق متاحاً على الحواسيب والأجهزة اللوحية التي تعمل على نظام تشغيل ويندوز 10، وكذلك حُدث إلى تطبيق ويب تقدمي في عام 2020.

### 2018- الآن: IGTV، Reels، تغييرات الإدارة والمزايا الجديدة
في أبريل 2018، قدمت إنستغرام للمستخدمين إمكانهم تحميل أرشيف بياناتهم، وذلك من أجل الامتثال إلى النظام الأوروبي العام لحماية البيانات بشأن قابلية البيانات للتحويل.
في 20 يونيو 2018، تم إطلاق IGTV ليكون تطبيق مشاهدة فيديوهات مدمج في تطبيق إنستغرام.
وفي 24 سبتمبر، 2018 أعلن كريغر وسيسترم في بيان أنهم سيستقيلون من أدارة إنستغرام، وفي 1 أكتوبر، 2018 أُعلن أن أدم موسيري، سيكون رئيس إنستغرام.
وخلال مؤتمر فيس بوك للمطورين، أُعلن إنستغرام عن مشروع تجريبي يتضمن إزالة أعداد الإعجابات للمحتوى المنشور للعامة من قبل المستخدمين الأخرين، وسيبدأ هذا المشروع التجريبي أولياً في كندا. عدد الاعجابات سيكون مرئياً فقط للمستخدم الذي قام بنشر المحتوى. قال موسيري أن المنشود هو جعل «المستخدمين يقلقون بشكل أقل على عدد الإعجابات التي يحصلون عليها على الإنستغرام وقضاء وقت أكثر في التواصل مع الأناس الذين يهتمون بشأنهم». وكان مثاراً للجدل بأن عدد الإعجابات القليلة بالنسبة للأخرين قد تساهم في تقدير للنفس أقل لدى المستخدمين. بدأ المشروع التجريبي في مايو 2019، وفي يوليو 2019، وُسِعَ إلى ستة أسواق أخرى. وفي نوفمبر 2019، توسع المشروع إلى كل أنحاء العالم. وفي يوليو 2019، أعلن إنستغرام أن ستضع مزاياً جديدة من شأنها تخفيض التحرش والتعليقات السلبية على الخدمة.
في أغسطس 2019، بدأ إنستغرام خطة تجريبية لإزالة نافذة المتابعون من التطبيق، والتي تسمح للمستخدمين برؤية صفحة الإعجابات والتعليقات التي قام بها المستخدمون الذين يتابعهم. في أكتوبر 2019، أقر هذا التغيير بشكل رسمي، وصرح مدير المنتجات فيشال ساه أن الميزة كانت غير مستخدمة كما ينبغي وأن بعض المستخدمين كانوا متفاجئين عندما أدركوا أن نشاطهم كان ظاهرياً بهذه الطريقة.
وفي أكتوبر 2019، وصفت بعض المقالات أن انستغرام قام بوضع حد لعدد المنشورات المرئية التي يمكن للمستخدم غير مُسجل الدخول أن يراها عندما يتصفح الحساب الشخصي للمستخدم (حتى ذلك الوقت كانت الصفحات الشخصية العامة مُتاحة للجميع).
وفي مارس 2020، اطلقت انستغرام ميزة جديدة سُميت ب "Co-Watching". تسمح الميزة الجديدة للمستخدمين بمشاركة المنشورات مع الآخرين من خلال الاتصالات المرئية. وفقاً لإنستغرام، هم دفعوا بإتجاه إطلاق Co-Watching وذلك من أجل استيفاء الطلب للاتصال الافتراضي مع الاصدقاء والعائلة مع ازدياد أعداد الناس الذين في المنازل و«التباعد الاجتماعي» كنتيجة لجائحة فيروس كورونا 2019.
في أغسطس 2020، اطلقت إنستغرام ميزة تُدعى Reels. هذه الميزة شبيهة بـ تيك توك. أضافت أنستغرام إيضاً منشورات مٌقترحة للمستخدمين. بعد التصفح المنشورات لأناس تتابعهم ومضت على المنشورات أكثر من 48 ساعة، تعرض إنستغرام منشورات لها علاقة باهتماماتك لأناس لا تتابعهم.

## المزايا والأدوات

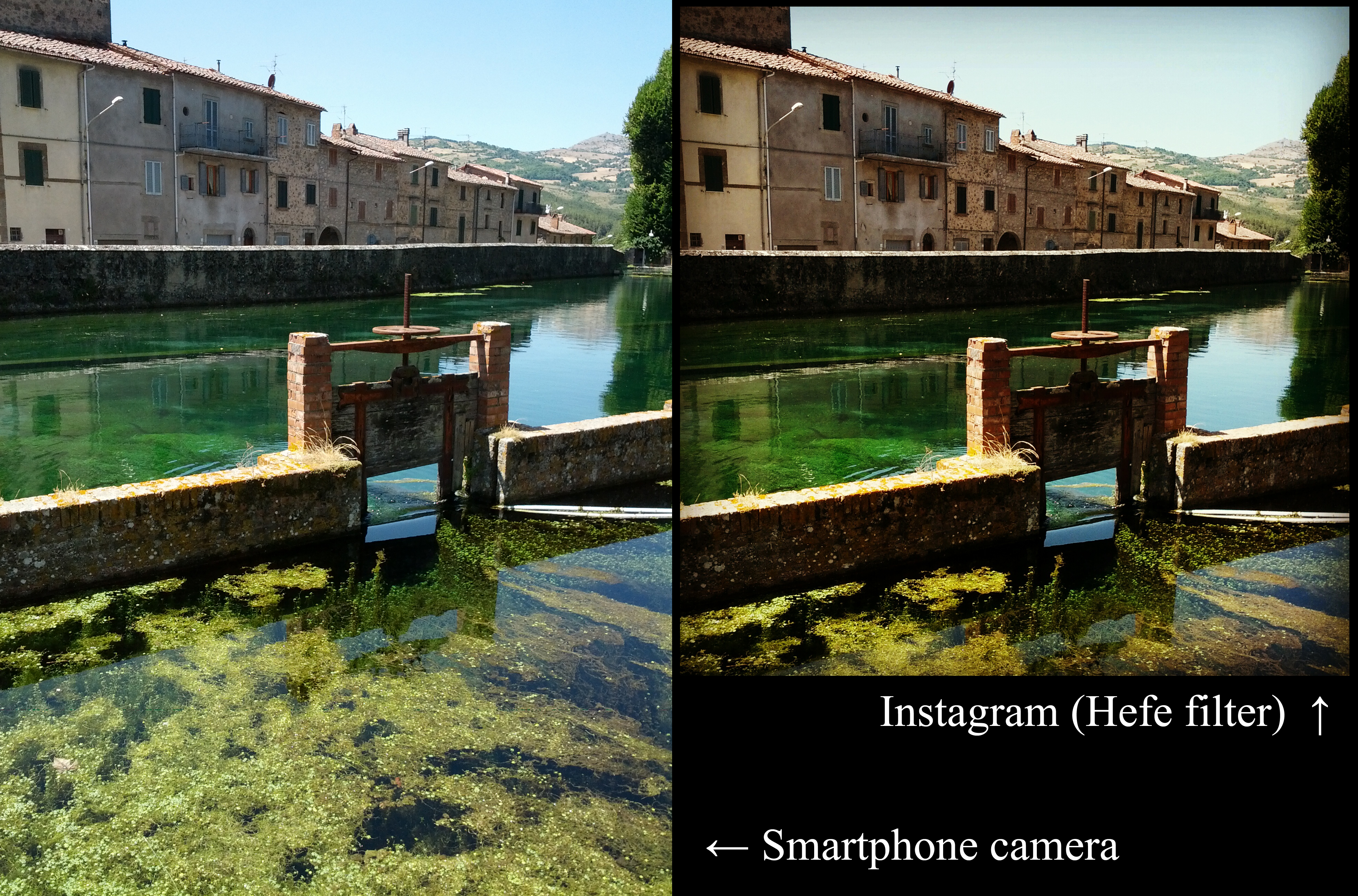
صورة أصلية (في اليسار) قُصت بشكل تلقائي إلى مربع من قبل إنستغرام، وأضيف إليها فلتر من قبل المستخدم (اليمين).

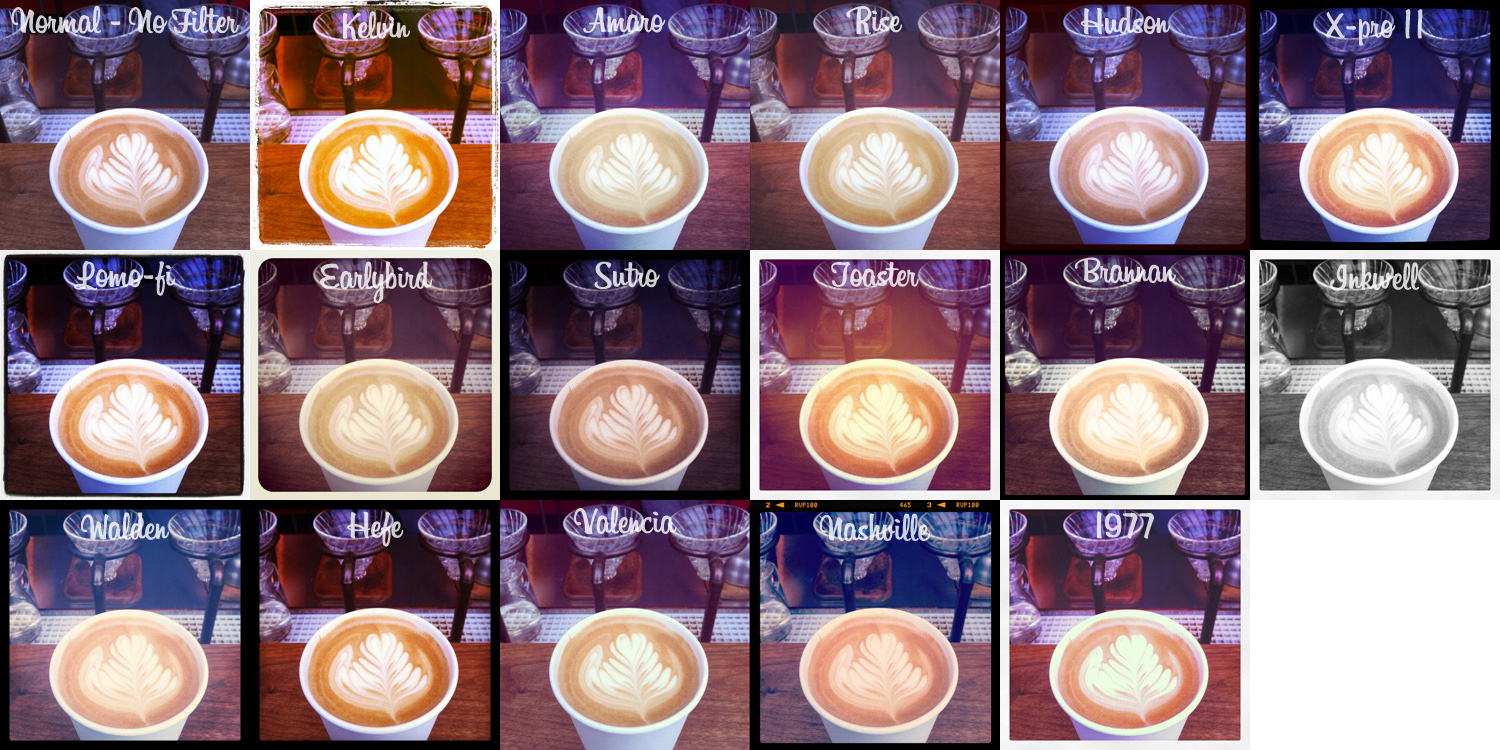
صورة غير مُعالجة أو مُعدلة من تجميعة صور (أعلى اليسار) وبقية التجميعة عُدلت إلى 16 فلتر مُختلف لإنستغرام.

يستطيع المستخدمون رفع الصور والمقاطع المرئية القصيرة، ومتابعة المستخدمين الأخرين، وتحديد الموقع الجغرافي للصور مع أسماء الموقع. يستطيع المستخدمون وضع حسابهم كـ خاص، مما يتطلب الموافقة على أي طلب مُتابعة جديد. يستطيع المستخدمون ربط حساب الإنستغرام الخاص بهم إلى مواقع شبكات التواصل الاجتماعي الأخرى، مما يمكن لهم إمكانية مُشاركة الصور المرفوعة من إنستغرام إلى تلك المواقع أيضاً. في سبتمبر 2011، نسخة جديدة من التطبيق تضمن فلاتر حية وجديدة، وتصوير بالمايل والإزاحة بشكل فوري، وصور ذات دقة عالية، وحدود اختيارية، وتدوير الصور بضغطة واحدة، وتحديث الإيقونة. كانت الصور في البداية مُقيدة بقياس مربع وأبعاد 1:1؛ منذ أغسطس 2015، يدعم التطبيق البورتريه، ووأبعاد ونسبة أبعاد شاشة عريضة. كان يستطيع المستخدمون سابقاً رؤية خريطة لصور المستخدم التي تم تحديد موقعها جغرافياً. تم إزالة هذه الميزة في سبتمبر 2016، بسبب الاستخدام المنخفض لها.
منذ ديسمبر 2016، بإمكان المستخدمين حفظ المنشورات في منطقة خاصة من التطبيق. الميزة حُدثت في أبريل 2017 لتسمح للمستخدمين بتنظيم المنشورات المحفوظة إلى مجموعات مُسماة. وبإمكان المُستخدمين أرشفة منشوراتهم في منطقة مساحة خاصة، خارج رؤية العامة والمستخدمين الآخرين. هذه الحركة اعتبرت كطريقة لمنع المستخدمين من حذف صورهم التي لم تنال أعداد الأعجابات المرغوبة أو التي اعتُبِرَت مملة، ولكن أيضاً كطريقة لتحديد السلوك العاجل لحذف الصور، الذي يحرم الخدمة من المحتوى. في أغسطس 2017، أعلنت إنستغرام أنها ستبدأ تنظيم التعليقات إلى Thread ثريد، مما يسمح للمستخدمين بالتفاعل مع الردود بكل سهولة.
منذ فبراير 2017، من الممكن أضافة عشر صور أو مقاطع مرئية كحد أقصى في منشور واحد، مع إمكانية عرض المحتوى والتصفح من خلال التمرير أو سحب الأصبع. حددت الميزة الصور إلى نمط مربع، ولكنها حصلت على تحديث في أغسطس 2017 لتفعيل نمط البورتريه وصور المناظر الطبيعية بذلاً من ذلك.
في أبريل 2018، أطلقت إنستغرام نسختها من وضع البورتريه الذي سمته وضع التركيز "Focus mode"، الذي يقوم بتغويش خلفية الصورة أو المقاطع المرئية مع تحديد الموضوع أو الجسد في تركيز. في نوفمبر، بدأ انستغرام بدعم خاصية الخط النصي Alt text لإضافة وصف للصور من أجل ضعيفي البصر.

### الوسوم
في يناير 2011، قدمت إنستغرام الوسوم لمساعدة المستخدمين استكشاف كل من الصور وبعضهم البعض. تشجع إنستغرام المستخدمين على جعل الوسوم أكثر تخصصاً ومُلائمةً، بدلاً من كتابة كلمات عامة مثل «صورة»، لجعل الصور تبرز وتبدو أفضل ولتجذب المستخدمين ذوي الاهتمام بالمحتوى المُختص.
صنع مستخدموا الإنستغرام محتوى رائج (trend) من خلال الوسوم، أعتبرت التريندات بأنها أكثر شيوعاً وشهرة على المنصة، وغالباً ما يُخصص يوم مُحدد من أيام الأسبوع لنشر المواد عليه. أمثلة على أكثر التريندات شيوعاً، وهو تريند #SelfieSunday سيلفي الأحد، الذي ينشر المستخدميه فيه صور لوجوهم في يوم الأحد؛ #MotivationMonday، تحفيز الأثنين، الذي يقوم فيه المستخدمين بنشر صور تحفيزيه في أيام الأثنين؛ TransformationTuesday التغيير الجذري الثلاثاء، والذي يقوم فيه المستخدمين بنشر صور لوجوهم في أيام الثلاثاء يبينون فيها الاختلافات في الماضي عن الحاضر< WomanCrushWednesday، المرأة تسحق الأربعاء، حيث يقوم المستخدمين بنشر صور لنساء لديهم اهتمام رومانسي فيهن أو أو يروهنَ بشكل إيجابي، وهناك وسم #ManCrushMonday والذي يعد نظيراً للوسم سالف الذَكر ومركز على رجال؛ ووسم ThrowBackThursday، عودة الخميس، إذ يقوم المستخدمون بنشر صور من ماضيهم، يسلطون الضوء على لحظات مُعينة.
في ديسمبر 2017، بدأ إنستغرام بالسماح لمستخدميه بمتابعة الوسوم، التي تعرض أهم الأحداث التي لها علاقة بالموضوع في صفحتهم الرئيسية.

### الاستكشاف
في يونيو 2012، قدمت إنستغرام نافذة الاستكشاف، داخل التطبيق التي تعرض أكثر الصور شيوعاً، الصور الملتقطة في مواقع قريبة، والبحث. حُدِثَت النافذة في يونيو 2015، لتبرز فيها أكثر الوسوم شيوعاً والأماكن، والمحتوى القيم، وقابلية البحث للمواقع. في أبريل 2016، أضاف إنستغرام قناة «مقاطع مرئية ربما تعجبك» "Videos You might Like" إلى النافذة، وفي أغسطس 2016، تَبَعَ ذلك إضافة قناة «الأحداث» "Events"، تبرز فيها المقاطع المرئية من الحفلات الموسيقية، ألعاب الرياضيات، والأحداث الحية الأخرى، وفي أكتوبر 2016 تَبَعَ ضلك إضافة قصص إنستغرام. في نوفمبر 2016، وسعت النافذة مرة أخرى بعد إطلاق إنستغرام لايف لعرض صفحة المحتوى المختار لمقاطع إنستغرام لايف بشكل خواريزمي. وفي مايو 2017، حدث إنستغرام مرة أخرى نافذة الاستكشاف لترقية محتوى قصص العامة من الأماكن القريبة.

### فلترات التصوير
يعرض إنستغرام عدد من فلاتر الصور التي بإمكان المستخدمين تطبيقها على صورهم:
| - الطبيعي: لا فلتر مُضاف. - 1977: يزيد من التعرض مع صبغة حمراء تجعل الصورة مُحمرة، أكثر إشراقاً، وشاحبة المنظر. - Amaro: تضيف الضوء إلى الصورة، مع تركيز على الوسط. - Brannan: تزيد من التباني والتعرض وتضيف وتضيف صبغة معدنية. - Earlybird: تعطي الصورة مَنظر أقدم مع صبغة بنية ودرجة حرارة دافئة. - Hefe: تباين وتشبع واسع، مع تأثير مشابه إلى Lo-Fi ولكن هادئ ودرامي كذلك. - Hudson: تقوم بإنشاء وهم جليدي مع ظلال متصاعدة ومحتدمة، وصبغة باردة. - Inkwell: تقوم بجعل الصورة أبيض وأسود، بدون أي تعديلات إضافية. - Kelvin: تزيد من التشبع ودرجة الحرارة لتعطي للصورة بريق مُشع ومتوهج. - Lo-fi: تقوم بإثراء الألوان وإضافة ظلال قوية من خلال استخدام الإشباع والدفء من خلال تغيير درجة الحرارة. - Mayfair: يقوم بإعطاء صبغة وردية دافئة، مع نقشة خفيفة ليجعل مركز الصورة أكثر إشرافاً، ويضيف حدود سوداء ناعمة. - Nashville: يقوم بتدفئة درجة حرارة الصورة وجعلها أكثر دفء، وبتخفيض التباين وزيادة التعرض ليعطي صبغة وردية خفيفة، مما يعطي للصورة شعور الحنين إلى الماضي. - Rise: تضيف بريق ولمعان إلى الصورة، مع إضافة أخف على الموضوع. - Sierra: تعطي منظر باهت وناعم. - Sutro: تقوم بحرق حواف الصور، وزيادة البقع الساطعة والظلال بشكل ملحوظ مع التركيز على الألوان البنفسجية والبنية. - Toaster: تجعل الصورة قديمة أو أكبر من عمرها من خلال حرق المركز وإضافة رسم زخرفي صغير. - Valencia: تقوم بجعل الصورة شاحبة أو باهتة من خلال زيادة التعرض وجعل الألوان أكثر حرارة، لتعطي للصورة شعور عتيق وقديم. | - Walden: يقوم بزيادة التعرض وإضافة صبغة صفراء. - Willow: هو فلتر أحادي اللون مع صبغة بنفسجية باهتة وحدود بيضاء شبه شفافة. - X-Pro II: يقوم بزيادة السطوع مع صبغة ذهبية، ويقوم بزيادة الإشباع وإضافة نقش صغير إلى حواف الصورة. - Slumber: تقوم بإزالة تشبع الصورة وكذلك تضيف وكذلك تقو مبتغويشها، لتعطيها منظر جذاب وماضوي، مع التشديد على الألوان السوداء والزرقاء. - Cream: تقوم بإضافة منظر كريمي، بحيث تقوم بتدفئة وتبردة الصورة. - Ludwig: تقوم بإزالة تشبع الصورة بشكل قليل وأيضاً تحسين الضوء. - Aden: يعطي هذا الفلتر منظر أزرق/أخضر طبيعي. - Perpetua: تضيف منظر باستيلي، يعد هذا الفلتر مثالي للبورتريه. - Clarendon: تقوم بزيادة حدة الظلال وإشراق الصورة. أصدر هذا الفلتر بشكل أساسي للمقاطع المرئية فقط. - Gingham: تقوم ببهت الصور، وإعطاء الصورة صبغة صفراء عندما تستخدم صور غامقة أو مُشرقة، وتعطي منظر جذاب عندما تستخددم على الصور المضيئة. - Moon: النسخة السوداء والبيضاء من Gingham، مع ظلال أكثر شدة أو تكثيف. - Stinson: فلتر خفيف يقوم بجعل الصورة أكثر إشراقاً، ويقوم بجعل الألوان باهتة بعض الشيء. - Crema: هو فلتر فاخر يقوم بتقليل إشباع الصور، ووجعل لون البشرة أكثر بهوتاً ونعومة. - Lark: تقوم بتقليل إشباع الألوان الحمراء، مع إشباع الألوان الزرقاء والخضراء، وإضافة مناظر طبيعية إلى الحياة. - Reyes: تقوم بإعطاء الصورة منظر باهت وعتيق.. - Juno: هذه الأداة تقوم بإعطاء صبغة خضراء، وتجعل الصبغة دافئة مع بريق أبيض. |

في فبراير 2012، أضاف إنستغرام فلتر "Lux"، وهو تأثير يقوم بتنعيم الظلال، وجعل وجعل البقع الساطحة أكثر ظلاماً، وزيادة التباين.
في ديسمبر 2014، أضيفت خمسة فلاتر جديدة إلى عائلة فلاتر إنستغرام وهي Slumber، Crema، Ludwig، Aden، وPrepetua.

### المقاطع المرئية
في البداية كان إنستغرام مُجرد خدمة مشاركة صور فقط، وفي يونيو 2013، ضمن إنستغرام مشاركة مقاطع مرئية يبلغ طولها 15 ثانية كحد أقصى، علل البعض في وسائل إعلام التكنولوجيا هذه الإضافة لمحاولة فيس بوك المنافسة مع تطبيق مشاركة المقاطع المرئية المشهور آنذاك فاين. وفي أغسطس 2015، أضاف إنستغرام الدعم لمقاطع المرئية ذات الشاشة العريضة. وفي مارس 2016، زاد إنستغرام الحد الأقصى للمقاطع المرئية من 15 ثانية إلى 60 ثانية. وفي فبراير 2017 قدمت إنستغرام الألبومات، التي تسمح بمشاركة مقاطع مرئية يبلغ طولها 10 دقائق كحد أقصى في منشور واحد.

### IGTV
هو تطبيق مقاطع مرئية عامودية أطلق من قبل إنستغرام، في يونيو 2018، الوظائف البسيطة للتطبيق متاحة أيضاً من خلال تطبيق إنستغرام وموقع إنستغرام. يسمح IGTV برفع مقاطع مرئية تصل إلى 10 دقائق من حيث طولها وحجم 650 ميجا بايت كحد أقصى، ولكن المستخدمين المؤكدين والشعبيين مسموح لهم برفع مقاطع مرئية تصل إلى 60 دقيقة في طولها وحجم 5.4 جيجا بايت كحد أقصى. ما أن أطلق التطبيق بدأ بتشغيل المقاطع المرئية بشكل تلقائي.

### Reels
في نوفمبر 2019، بدأت إنستغرام مشروع تجريبي لميزة مقطع مرئي جديد سمي ب "Reels" في البرازيل، توسعت بعد ذلك لتشمل فرنسا وألمانيا. وهي مشابهة من ناحية الفكرة لتطبيق مشاركة المقاطع المرئية الصيني تيك توك، مع تركيز على السماح للمستخدمين بتسجيل مقاطع مرئية قصيرة مع وضع مقاطع صوت عليها من منشورات أخرى. يستطيع المستخدمون صنع مقاطع مرئية يبلغ طولها 15 ثانية كحد أقصى باستخدام هذه الميزة. وكذلك يمكن للمستخدمين استخدام الفلاتر وأدوات التعديل الموجودة على إنستغرام في تلك الميزة.
في يوليو 2020، أطلقت إنستغرام تلك الميزة في الهند بعد حظر تيك توك في البلد. في الشهر القادم، أطلقت Reels بشكل رسمي في 50 بلداً من ضمنها الولايات المتحدة، كندا، والمملكة المتحدة. وقدمت إنستغرام مؤخراً زر Reel في الصفحة الرئيسية.

### دايركت الإنستغرام
في ديسمبر 2013، أعلنت إنستغرام عن إنستغرام دايركت، هي ميزة تسمح للمستخدمين التفاعل من خلال الرسائل الخاصة، المستخدمين الذين يتابعون بعضهم البعض بإمكانهم إرسال رسائل خاصة مع صور ومقاطع مرئية، عندما يستلم المستخدمين رسالة خاصة من شخص لا يتابعوه، الرسالة ستكون مُعلمة كرسالة معلقة ويجب أن يوافق المستخدم على طلب المراسلة لكي يجيب عليها. بإمكان المستخدمين إرسال الصور إلى 15 شخص كحد أقصى. في سبتمبر 2015 حصلت ذهه الميزة على تحديث ضخم، أتاحوا للمستخدمين من خلالها إمكانية مشاركة المستخدمين للمواقع، وصفحات الوسوم، والصفحات الشخصية من خلال الرسائل الشخصية عن بشكل مباشر من صفحة تصفح الأخبار. ولاحقاً سُمح للمستخدمين بالرد على الرسائل الخاصة بنص، أو أيموجي من خلال الضغط على إيقونة القلب، وكذلك إمكانية التقاط صورة مباشرة وإرسالها إلى المُستقبل بدون الحاجة للخروج من التطبيق. في نوفمبر 2016 أطلق إنستغرام تحديث جديد مكن المستخدمين من أخفاء محادثاتهم الخاصة بعد رؤيتها من قبل المستلم، مع استلام المُرسل إشعار إذا قام المُستقبل بالتقاط لقطة شاشة للمحادثة.
في أبريل 2017، قامت إنستغرام بإعادة تصميم دايركت إنستغرام لتدمج ما بين الرسائل المخفية والمحادثات الدائمة في سلسلة محادثات واحدة. وفي مايو 2017، جعلت إنستغرام إمكانية إرسال روابط موقع ويب في الرسائل، وأيضاً أضافت الدعم لإرسال الصور البورتريه الأصلية أو المناظر الطبيعية بدون قص أو اقتطاع.
في أبريل 2020، أصبح دايركت إنستغرام متاحاً للوصول على موقع إنستغرام ويب.
في أغسطس 2020، بدأ فيس بوك الدمج بين إنستغرام ديركت وفيس بوك ماسنجر، وتحولت أيقونة إنستغرام دايركت إلى إيقونة فيس بوك ماسنجر بعد التحديث الذي اطلقته الشركة.

### قصص الإنستغرام
في أغسطس 2016، أطلقت إنستغرام قصص انستاغرا، وهي ميزة تسمح للمستخدمين بالتقاط الصور وإضافة التأُثيرات والطبقات عليها، وإضافتها إلى قصصهم في إنستغرام، الصور المرفوعة إلى قصة المستخدم ستختفي بعد مرور 24 ساعة من نشرها. لاحظ الإعلام أن الميزة قريبة جداً إلى سناب شات. في رداً على النقد أن إنستغرام نسخت هذه الميزة من سناب شات، قال المدير التنفيذي، كيفن سيستروم أن يوماً ما، إنستغرام كانت عبارة عن مزيج من هيبستاماتيك وتويتر، وبعض الأشياء من فيس بوك مثل زر «الأعجاب». وبإمكانك تعقب جذور كل ميزة لأي شخص في تطبيقه، ستجدها في مكان ما في تاريخ التكنولوجيا. صرح سيستروم أننا عندما تبنينا القصص، أقرنا بأن واحدة من أكثر الأمور أزعاجاً حول الميزة هو أنك فقط تستطيع التمرير ولا تستطيع التوقف عند الصورة لترى شيئاً ما، ولا تستطيع الرجوع. نحن فعلنا ذلك، وأدخلناه في حيز التنفيذ. «وقال أيضاً أن سناب شات ليس لديها فلاتر، في الأصل. وهم تبنوا الفلاتر لأنا نستاغرام لديه فلاتر من الأساس والعديد من المستخدمين يقومون بتطبيق الفلاتر على صورهم.»
في نوفمبر 2016، أضافت إنستغرام ميزة المقاطع المرئية الحية أو المباشرة إلى قصص إنستغرام، والتي تسمح للمستخدمين ببث أنفسهم بشكل حي، مع اختفاء المقاطع المرئية مباشرةً بعد الانتهاء.
في يناير 2017، أطلقت إنستغرام الإعلانات القابلة للتخطي، إذ تظهر صور إعلانية لمدة 5 ثوانية ومقاطع مرئية إعلانية لمدة 15 ثانية عندما يقوم المستخدم بتصفح قصص الإنستغرام.
في أبريل 2017، ضمنت الشركة ملصقات الواقع المعزز التي تعد استنساخاً من سناب شات.
في مايو 2017، وسعت إنستغرام ميزة ملصقات الواقع المعزز لتدعم فلاتر الوجه، مما يفتح مجالاً للمستخدمين بإضافة ميزات مرئية مُحددة إلى وجوهم.
وفي مايو 2017، أفادت تك كرانش، عن اختبارات لميزة مواقع القصص في قصص إنستغرام، حيث تتضمن محتوى القصص العامة موقع أكيد يعرض على القصة، كأن يكون معلم أو مكان موجود له صفحة على إنستغرام. بعد عدة أيام لاحقة، أعلنت إنستغرام عن «بحث القصة»، التي بإمكان المستخدمين البحث عن المواقع الجغرافية أو الوسوم.
وفي يونيو 2017، راجعت إنستغرام ميزة بث المقاطع المرئية لتسمح للمستخدمين إضافة بثهم الحي إلى قصتهم لتبقى متاحة إلى الأربعة وعشرين ساعة القادمة، أو مسح البث مباشرةً. في يوليو 2017، بدأت إنستغرام السماح لمستخدميها بالرد على محتوى القصص من خلال إرسال الصور والمقاطع المرئية، مع إضافة تأثيرات إنستغرام عليها كالفلاتر، والملصقات، والوسوم.
في أغسطس 2017، أصبح من الممكن مشاهدة قصص إنستغرام على تطبيق إنستغرام على الهاتف وعلى موقع إنستغرام على سطح المكتب في أنً واحد.
في 5 ديسمبر، 2017، قدمت إنستغرام «أبرز القصص»، والمعروف أيضاً بالقصص الدائمية، والتي هي مشابهة إلى قصص إنستغرام، ولكنها دائمية لا تُحذف بشكل تلقائي. تظهر أبرز القصص في شكل دوائر أسفل الصورة الشخصية والسيرة للمستخدم وهي مُتاحة للمشاهدة كذلك من نسخة سطح المكتب.
في يونيو 2018، وصل عدد المستخدمين النشيطين الذين يقومون بنشر قصصهم على إنستغرام بشكل يومي إلى 400 مليون مستخدم، وإلى مليار مستخدم نشط شهرياً.

### الإعلانات
في أبريل 2013، أنضمت إيميلي وايت إلى إنستغرام كمديرة عمليات الأعمال. في سبتمبر 2013، صرحت إلى جريدة وول ستريت جورنال أن الشركة يجب أن تكون جاهزة لبيع الإعلانات خلال سبتمبر 2014 كطريقة لتوليد الأعمال من تطبيق ذو شعبية لم يدر أي أرباح على شركاء الشركة. في ديسمبر 2013، غادرت وايت إنستغرام لتنضم إلى سناب شات. وفي أغسطس 2014، أصبح جاميش كوارلير المدير العالمي للأعمال وتطوير العلامات التجارية، وكُلف بالإشراف على الإعلانات، وجهود المبيعات، وتطوير منتجات تحقق الدخل.
في أكتوبر 2013، اعلنت إنستغرام أن اعلانات الصور والمقاطع المرئية ستظهر في الصفحة الرئيسية للمستخدمين في الولايات المتحدة، وظهرت أول صورة إعلانية في 1 نوفمبر، 2013. وتبعه ذلك ظهور أول مقطع مرئي إعلاني تقريباً حوالي سنة لاحقاً في 30 أكتوبر، 2014. وفي يونيو 2014، أعلنت إنستغرام إطلاق الاعلانات في المملكة المتحدة، وكندا، وأستراليا.
في مارس 2015، أعلنت إنستغرام أنها ستدخل «الإعلانات الدوارة» حيز التنفيذ، إذ تسمح للمستخدمين بعرض عدد من الصور مع خيارات لربطها بالمحتوى غير المجاني. في أكتوبر 2015، أطلقت الشركة إعلانات الصور الدوارة. وفي مارس 2016، أطلقت الشركة إعلانات المقاطع المرئية الدوارة.
في مايو 2016، أطلقت إنستغرام أدوات جديدة لحسابات الأعمال التجارية، من تلك المزايا ملفات شخصية للحسابات التجارية، أدوات الأحصائيات وإمكانية عمل ترويج للمنشورات. صفحة التحليلات الجديدة، معروفة باسم «رؤى إنستغرام» تسمح لحسابات الأعمال برية أبرز المنشورات، الوصول، التفاعلات مع المحتوى، والبيانات الديموغرافية. أطلقت الرؤى لأول مرة في الولايات المتحدة، وأستراليا، ونيوزيلندا، ومن ثم توسعت إلى باقي العالم لاحقاً في عام 2016.
في فبراير 2016، أعلنت إنستغرام أنها لديها 200 ألف إعلان على المنصة، وفي سبتمبر 2016 زاد الرقم إلى 500 ألف، وفي مارس 2017 زاد الرقم إلى مليون إعلان.
في نوفمبر 2018، أضافت إنستغرام القابلية لحسابات الأعمال بأن يضيفوا روابط لمنتاجهم تقوم بتوجيه المستخدمين لصفحة الشراء أو لحفظه في قائمة التسوق. وفي أبريل 2019، أضافت إنستغرام خيار Check out on instagram، الذي يسمح للتُجار ببيع المُنتجات بشكل مباشر خلال تطبيق إنستغرام.
وفي مارس 2020، من خلال منشور مدونة، أعلنت إنستغرام أنها تعمل على تغييرات انضباطية ضخمة وذلك من أجل خفض نسبة المعلومات الخاطئة، ووالخدع، والأخبار الزائفة، التي لها علاقة بجائحة فيروس كورونا 2019 على المنصة، وقال أنها ستقوم بإزالة حسابات كوفيد-19 من الحسابات المُستحسن متابعتها، وأنهم يعملون على إزالة بعض المحتوى المتعلق بكوفيد-19 من نافذة الاستكشاف إلا إذا تم نشر المنشور من قبل منظمات الصحة الموثوق بها. وأنهم أيضاً يعملون على خفض ترتيب المحتوى والقصص في الصفحة الرئيسية التي تنشر معلومات زائفة.

### التطبيقات المُستقلة ذاتياً
تطورت إنستغرام وأصدرت ثلاث تطبيقات مستقلة مع وظائف مُخصصة لها. في يوليو 2014، اطلقت Bolt، وهو تطبيق مراسلة، حيث يقوم المستخدمين بالضغط على صورة الملف الشخصي لصديقهم لإرسال صورة بسرعة، مع اختفاء الصورة بشكل مباشر بعد رؤيتها. تبع ذلك إطلاق تطبيق هايبر لايبس في أغسطس 2014، وهو تطبيق حصري لأي أو أس، وهو يقوم بإنشاء مقاطع مرئية احترافية بتقنية الفاصل الزمني. في مايو 2015، أطلقت مايكروسوفت تطبيق هايبرلايبس على نظامي تشغيل اندرويد وويندوز، ولكن لا يوجد حتى اليوم أي نسخة رسمية من تطبيق هايبرلايبس تم إطلاقها بشكل مُستقل من قبل إنستغرام لتلك أنظمة التشغيل سالفة الذكر. وفي أكتوبر 2015، أصدرت إنستغرام Boomerang، وهو تطبيق يقوم بأخذ مجموعة من الصور ومن ثم جمعهم في مقطع مرئي صغير عالي الجودة يمكن مشاهدته وتمريره للأمام وللخلف. وكذلك يمكن مشاهدة المقطع المرئي بالوضعية الأفقية أو العامودية، ومشاركته عبر إنستغرام، ويتم حفظ المقطع المرئي تلقائياً ضمن جهاز المستخدم.

### خدمات الطرف الثالث
قادت شعبية تطبيق إنستغرام إلى العديد من خدمات الطرف الثالث المُختلفة التي صُممت للإندماج مع التطبيق. تتضمن تلك الخدمات إنشاء محتوى لنشره على الخدمة وتوليد محتوى من صور إنستاغران (تشمل تشمل الطباعة المادية)، والإحصائيات، وبدائل العملاء للمنصات التي لا تتلقى دعماً كافياً من إنستغرام أو غير رسمية (على سبيل المثال في الماضي، أجهزة الآي باد.
في نوفمبر 2015، أعلنت إنستغرام أنها في 1 يونيو، 2016 ستبدأ بإنهاء وصول بيئة برمجة التطبيقات إلى المنصة وذلك لصيانة التحكم من أجل المجتمع وتوفير خارطة طريق واضحة للمطورين وإنشاء بيئة مبنية أكثر استمرارية تستند على تجارب أصلية غير مزيفة على المنصة، ويتضمن ذلك المحتوى الموجه بإتجاه ناشري المحتوى، والمُعلنين. أفيد بأن تلك التغييرات كان المقصود منها هو ثني عملاء خدمات الطرف الثالث من نسخ تجربة إنستغرام بالكامل (وذلك بسبب زيادة عمليات تحقيق الدخل من الخدمة)، وبسبب أسباب أمنية، (مثل منع الإساءة من قبل خدمات الرشق والضغط على المنشورات الممولة والإعجابات، وأيضاً الاستيلاء واختراق الحسابات). في أسبوع فضيحة بيانات فيسبوك-كامبريدج أناليتيكا بدأت إنستغرام نشر قيود إضافية على بيئة برمجيات تطبيقها في عام 2018.

### تدقيق الحقائق
في 16 ديسمبر، 2019، طرح إنستغرام عدد من التحديثات الهامة للحد من المحتوى المُضلل، وتضمنت ميزة ستخبر المستخدمين إذا كان المحتوى المنشور من الشبكة الإجتماعية خاطئ أم لا. وهذه يعني في حالة ما تم تحديد أي محتوى من قبل برامج الذكاء الاصطناعي لتدقيق الحقائق، مُخالف، سواء على إنستغرام أو فيس بوك، فسيتم تنبيه المستخدمين بذلك وإيقاف نشره، فيما ستكون هذه الأداة متشابهة على كل من فيس بوك وإنستغرام، وكذلك ستقوم بأخبار المستخدم عن سبب تحديد المحتوى بإعتباره خاطئاً. وأعلنت أيضاً بأنها ستقوم بحظر المستخدمين الذين يقومون بمخالفات متكررة من استخدام الوسوم والظهور في نافذة الاستكشاف، ويُنشد من هذه الخطوة الحد من مشاركة المحتوى الخاطئ أو المخالف والمساهمة في سرعة انتشاره بين المستخدمين.

## شخصيات المستخدم وسلوكه

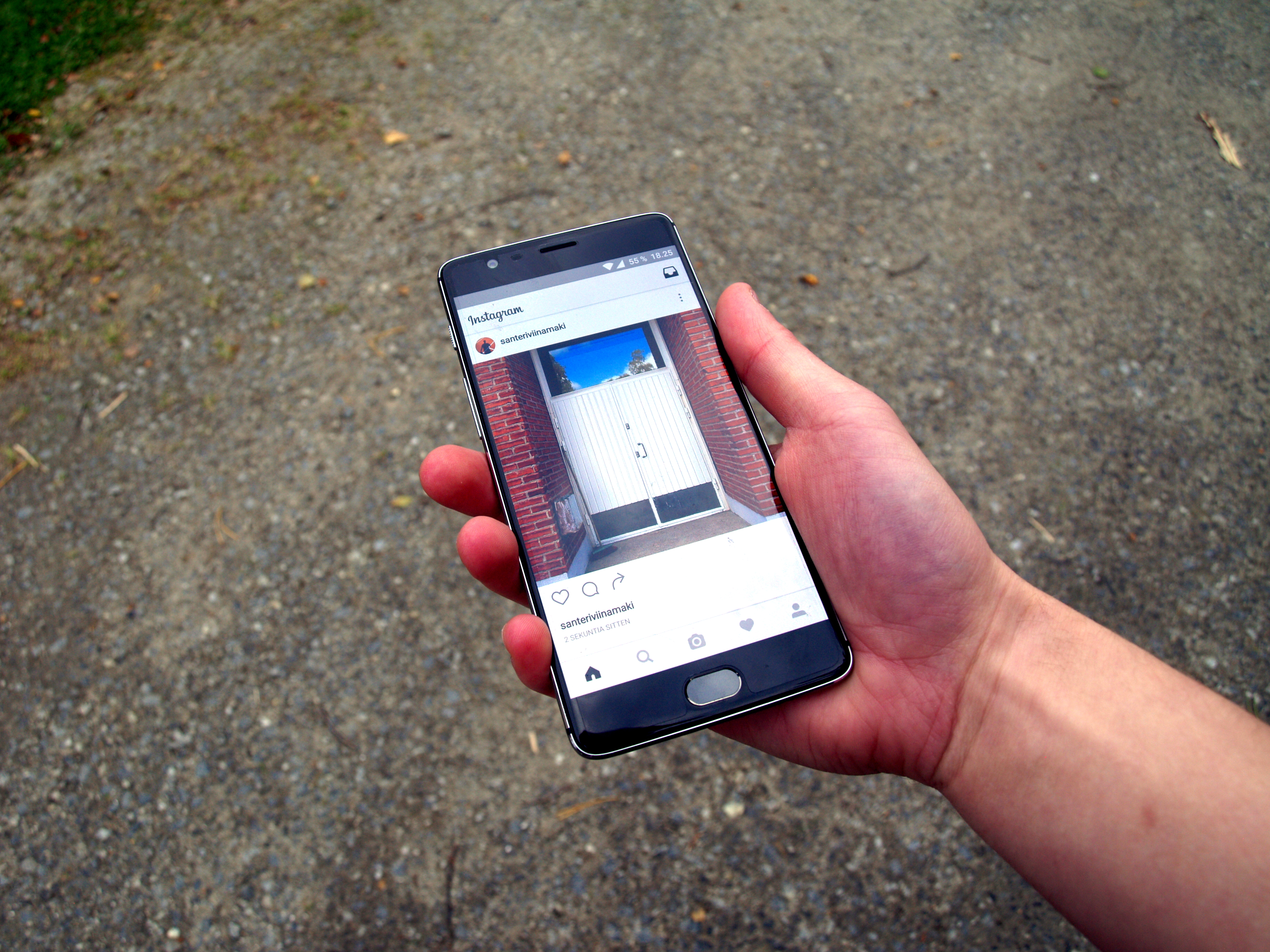
تطبيق إنستغرام على نظام تشغيل اندرويد.

### المستخدمين
بعد إطلاق إنستغرام في أكتوبر 2010، حصد إنستغرام مليون مستخدم مُسجل في ديسمبر 2010. وفي يونيو 2011، أعلن أن التطبيق وصل إلى 5 ملايين مُستخدم، وزاد العدد إلى 10 ملايين مستخدم في سبتمبر من نفس السنة. واستمر العدد بالنمو حتى وصل إلى 30 مليون مستخدم في أبريل 2012، ومن ثم إلى 80 مليون مستخدم في يوليو 2012، و100 مليون مستخدم في فبراير 2013، و 130 مليون مستخدم في يونيو 2013، و 150 مليون مستخدم في سبتمبر 2013، و 300 مليون مستخدم في ديسمبر 2014، و 400 مليون مستخدم في سبتمبر 2015، و500 مليون مستخدم في يونيو 2016، و 600 مليون مستخدم في ديسمبر 2016، و 700 مليون مستخدم في أبريل 2017، و 800 مليون مستخدم في سبتمبر 2017.
في أكتوبر 2016، وصل عدد المستخدمين الذين ينشرون قصصهم في قصص إنستغرام إلى 100 مليون مستخدم نشط، بعد شهرين من إطلاق الميزة، هذا العدد زاد إلى 150 مليون في يناير 2017، و200 مليون في أبريل، مما فاق نمو سناب شات، و250 مليون مستخدم نشط في يونيو 2017.
وفي أبريل 2017، بلغ عدد المستخدمين النشطين لإنستغرام دايركت إلى 375 مليون مستخدم.
وفي يونيو 2011، بلغ عدد الصور المرفوعة أكثر من 100 مليون صورة على الشبكة. زاد هذا العدد إلى 150 مليون صورة في أغسطس 2011، وفي يونيو 2013، كان هناك 16 مليار صورة مرفوعة على الشبكة. وفي أكتوبر 2015، كان هنالك 40 مليار صورة على شبكة إنستغرام.

### ديموغرافيا
مستخدموا الإنستغرام منقسمون بشكل متساوي بين 50% ممن يمتلكون هواتف أيفون، و 50% ممن يمتلكون هواتف اندرويد. وتبلغ نسبة المستخدمين الأناث 68% ونسبة المستخدمين الذكور 32%. وتبلغ نسبة البالغين الأمريكيين الذين يستخدمون إنستغرام ويعيشون في مناطق حضرية 17% بينما تبلغ نسبة البالغين الذين يعيشون في مناطق الضواحي والأرياف 11%. ويبدوا إنستغرام بأنه واحد من أكثر تطبيقات مشاركة الصور، إلا أنه يشكل 7% من الصور المرفوعة يومياً على الإنترنت، ويعد إنستغرام تطبيق شبابي إذ أن 90% من 150 مليون مستخدم هم تحت سن ال35. من يونيو 2012 إلى يونيو 2013، تضاعف عدد مستخدمين إنستغرام إلى الضعف تقريباً. أما من حيث الدخل، تُشكل نسبة مستخدمي الإنستغرام في الولايات المتحدة ممن يجنون أقل من 30,00 ألف دولاراً في السنة 15%، و14% ممن يجنون دخلاً ما بين 30,00 ألف دولاراً و 50000 ألف دولاراً أمريكي، و 12% ممن يجنون أكثر من 50 ألف دولاراً أمريكي كل سنة. أما من حيث التعليم، فيعتبر طلاب الجامعات والمعاهد الأكثر نشاطاً على الإنستغرام بنسبة تُقدر ب23%. يتبعهم ذلك خريجي الكُليات بنسبة تقدر 18% ومستخدمي الثانوية أو أقل بنسبة تقدر 15%. وصرح كل مستخدمي الإنستغرام السالف ذكرهم بأن 24% منهم يستخدم التطبيق عدة مرات في اليوم.

### سلوك المستخدم
تستمر الأبحاث الجارية في كشف كيف أن محتوى الوسائط على المنصة يأثر على تفاعل المستخدمين. في بحث وجد أن الوسائط التي تظهر وجوه الناس تحصد عدد أعجابات وتعليقات أكثر مع استخدام فلاتر التدفئة، والكشف، والتباين أيضاً يزيد من التفاعل. من المتوقع من المستخدمين أن يتفاعلون مع الصور التي يظهر فيها عدد أفراد أقل بالمقارنة مع صور المجموعات أو المجاميع وأيضاً من المتوقع أن يتفاعلوا مع المحتوى الذي لا يحتوي على علامة مائية، ويرون هذا المحتوى في نفس الوقت بأنه أقل موثوقية بالمقارنة مع المحتوى الحصري. حديثاً أتى إنستغرام مع خيار للمستخدمين لتطبيق علامة الحساب المؤكد، إلا أن هذا لا يضمن لكل مستخدم يطبقه الحصول على علامة التأكيد الزرقاء.
الدافع الاساسي لمستخدمي إنستغرام اليافعين هو النظر إلى المنشورات، خصوصاً من أجل التفاعلات الاجتماعية وتسلية أو ترفيه. في المقابل، كان مستوى الاتفاق في إنشاء منشورات إنستغرام أقل، مما يوضح أن أن تركيز إنستغرام على التواصل المرئي مقبول بشكل واسع من قبل الشباب في التواصل الاجتماعي.

## الاستقبال

### الجوائز
في يناير 2011، حصد إنستغرام مركز الوصيف لأفضل تطبيق هاتف في عام 2010 من قبل تك كرانش. وفي مايو 2011، صنفت مجلة فاست كومباني المدير التنفيذي كيفن سيستروم في المرتبة 66 في قائمة «أكثر 100 شخص مُبدع td الأعمال لسنة 2011». وفي يونيو 2011، ضمنت INC كيفن سيستروم وكريغر في قائمتها "30 Under 30".
وفي سبتمبر 2011، فاز إنستغرام بجائزة أفضل تطبيق صُنع محلياً. وفي سبتمبر 2011، أختارت مجلة 7x7 سيستروم وكريغر على غلاف عددها "The Hot 20 2011". وفي ديسمبر 2011، سَمت أبل انستغرام «تطبيق السنة» لعام 2011. وفي 2015، صُنف تطبيق إنستغرام من قبل ماشابل في المرتبة الأولى في في قائمة «أفضل 100 تطبيق إيفون لكل وقت» مسجلاً إنستغرام«كواحد من أكثر شبكات التواصل الاجتماعي تأثيراً في العالم». وصنف إنستغرام من بين أفضل 50 تطبيق اندرويد لسنة 2013، في قائمة مجلة تايم.

### الصحة العقلية
في مايو 2017، في دراسة اجرتها الجمعية الملكية للصحة العامة، اختارت فيها 1,479 شخص تبلغ اعمارهم ما بين 14-24 سنة، سألتهم ليقيموا منصات التواصل الاجتماعي اعتماداً على النوم، والقلق، والاكتئاب، والوحدة، والدعم النفسي/العاطفي، والتعبير عن الذات، والشعور بالهوية، وصورة الجسد، والأثر على العلاقات في العالم الواقعي، والوعي الصحي، وإمكانية الوصول للمعلومات المتعلقة بالصحة، والتنمر، وبناء مجتمعات/شبكات، والخوف من تفويت شيء. وخَلصت إلى أن أنستغرام كان الوصف للصحة العقلية للشباب.قال البعض أنها من الممكن أن تثساهم في الأدمان الرقمي، إلا أن الدراسة نفسها سجلت بعض الآثار الإيجابية، والتي تشمل، التعبير عن الذاتية، التعبير عن الهوية، وبناء المجتمع. وفي رد على الدراسة من قبل إنستغرام، قالت إنستغرام أن «المحافظة على إنستغرام كمنصة آمنة وداعمة للشباب اليافعين هو من أولوياتنا القصوى». جدير بالذكر أن إنستغرام تقوم بمراجعة الحسابات والمحتوى، إذا كان أحد الحسابات يخالف شروط مجتمع إنستغرام، فأنه ستتخذ إجراء، وذلك يتضمن حظر الحساب.
في 2017، قام باحثين من جامعة هارفاد وجامعة فيرمونت بدراسة نحو 44 ألف صورة معروضة على موقع إنستغرام لمتطوعين كان بعضهم قد أصيب بالاكتئاب، واكتشفوا بأنه يمكن للصور، التي يتم التقاطها ومشاركتها مع الأصدقاء عبر مواقع التواصل الاجتماعي إنستغرام، أن تتنبأ بإمكانية أصابة صاحبها بالاكتئاب، ووجدوا أن الذين يعانون من الأكتئاب عرضوا صوراً أقل إشراقاً وبهجة، كما أنها ليست غنية بالألوان، أي أنها تميل إلى اللون الرمادي ولا تنبض بالحيوية، وتركز أكثر على وجوه الأشخاص. وقاموا بذلك من خلال برنامج كمبيوتر اعدوه لفحص ألوان الصور، وعدد الوجوه التي تظهر فيها، بالإضافة إلى التعليقات التي كتبت حولها. وأكتشفوا أن المكتئبين أقل ميلاً إلى استخدام الفلاتر، وإذا لجئوا إليها فأنهم يفضلون استخدام فلتر إنكويل INkwellوالذي يحول الصور إلى اللونين الأبيض والأسود. أما المتطوعون الذين لا يعانون من الأكتئاب، فقد كانوا أكثر ميلاً إلى استخدام فلتر فالنس Valence، والذي يزيد من مستوى التعرض، ويجعل الصور تبدو دافئة أكثر. ووجد الباحثين كذلك أن المستخدمين المعرضين للإصابة بالأكتئاب، نشروا صوراً أكثر زرقة وأغمق لوناً، وتظهر وجوههم على نحو أقل في الصور.
وفي سبتمبر 2018، نظمت الجمعية الملكية للصحة العامة في بريطانيا حملة «سبتمبر بلا تصفح» لتشجيع مدمني مواقع التواصل الاجتماعي على استعادة السيطرة من خلال التوقف التام عن تصفح هذه المواقع على مدار شهر كامل، وتستهدف الحملة في الأساس مستخدمي منصات فيس بوك وإنستغرام وتويتر وسناب شات. وتعتقد الجمعية أن الابتعاد عن المنصات الاجتماعية يمكن أن يساهم في الحد من الأرق، والأكتئاب، ويساعد في تعزيز العلاقات الاجتماعية، والصحة العامة.
خلال عام 2019، بدأت إنستغرام اختباراً بأخفاء عدد الإعجابات للمنشورات المنشورة من قبل المستخدمين.

### التعليقات السلبية
في استجابة للتعليقات السلبية والمسيئة على صور المستخدمين، قامت إنستغرام بالعديد من الجهود لإعطاء المستخدمين تحكم أكثر على منشوراتهم والتعليقات المرفقة بها. في يوليو 2016، أعلنت إنستغرام أن بإمكان المستخدمين غلق خاصية التعليقات لمنشوراتهم، وكذلك بإمكانهم التحكم باللغة المستخدمة في التعليقات من خلال وضع كلمات يعتبرونها هجومية، مما سيؤدي إلى منع التعليقات من الظهور. وبعد يوليو 2016، أعلنت إنستغرام إمكانية حظر كلمات معينة من الظهور. تبع ذلك في سبتمبر، إمكانية فعل ذلك من قبل المستخدمين. وفي ديسمبر، بدأت الشركة إطلاق الإمكانية للمستخدمين بتعطيل التعليقات، وإزالة متابعينهم للحسابات الخاصة.
وفي سبتمبر 2017، أعلنت الشركة أن المستخدمين العامين سيستطعون تحديد من يستطيع التعليق على محتواهم، مثلاً متابعينهم فقط أو الأشخاص الذين يتابعونهم، وقامت بتحديث فلتر تلقائي في العديد من اللغات لتصفية التعليقات وإزالة السيئ منها.
وفي يونيو 2017، أعلنت إنستغرام أنها ستقوم بشكل تلقائي بفلترة وتصفية التعليقات الهجومية، والتحرش، ووسبام. دُشن هذا النظام باستخدام تقنية طورتها فيس بوك سُميت بخورازمية التعلم العميق والتي تُعرف أيضاً بالنص العميق (دخلت حيز التنفيذ أول مرة في شبكة التواصل الاجتماعي لتحديد تعليقات السباتم)، وتستخدم هذه الخوازمية تقنيات معالجة اللغات الطبيعية، وكذلك بإمكانه الفلترة والتصفية بواسطة كلمات مفتاحية يخصصها ويضعها المستخدم.
في يوليو 2019، أعلنت إنستغرام أنها ستقدم نظام يقوم على تعقب وتحري التعليقات السلبية وتحذر ناشرها بأن التعليق قد يسيء لمستخدم آخر، وتُسمى هذه الخاصية بالتحذير. أما الميزة الثانية فقد قدمت إنستغرام لمستخدميها خاصية جديدة وهي التحديد أو التقييد Restrict أي وضع قيود على عملية التواصل وتتيح لمستخدمين رؤية المنشورات المحتملة من المضايقات والتنمر وسيتمكن المستخدمون من الموافقة عليها أو رفض التعليقات والرسائل، وهذا يعني أن أية محاولة تفاعلية يقوم بها المتنمر ستكون ظاهرة لصاحب الحساب فقط ومخفية عن المتابعين إلى أن يتم إلغاء هذه الخاصية من قبل المستخدم.

### الثقافة
في 9 أغسطس، 2012، أصدرت المغنية الإنجليزية إيلي غولدنغ مقطع موسيقي جديد لأغنيتها "Anything Could Happen" أي شيء من الممكن أن يَحصل. وأحتوى المقطع الموسيقي فقط على صور إنستغرام مُرسلة من قبل معجبيها واستخدمت عليها فلاتر عديدة مختلفة لتمثل كلمات الأغنية. وأكثر من 1200 صورة مُختلفة تم إرسالها.

### الأمان
في أغسطس 2017، برزت تقارير إلى السطح بأن هناك بأن هناك ثغرة أمنية في واجهة برمجية سمحت لفرد واحد أو أكثر بالحصول على وصول إلى معلومات المستخدمين، وخصوصاً عناوين البريد الإلكتروني وأرقام الهواتف، للعديد من مشاهير الإنستغرام الموثق حساباتهم، ومن ضمنهم أكثر شخصية مُتابعة على الإنستغرام وهي سيلينا غوميز. وقالت الشركة في بيان أنها قامت بأصلاح الثغرة وأنها فتحت تحقيقاً لمعرفة حجم الضرر. إلا أن في الشهر التالي، ظهرت تفاصيل أكثر، بأن هناك مجموعة من المخترقين قاموا ببيع معلومات المستخدمين على الإنترنت، وبلغ حجم عدد الحسابات المُرسبة الملايين" وهذا يدحض الافتراض السابق بأن الهجوم كان مُقتصراً فقط على اصحاب الحسابات المؤكدة. بعد ساعات من من الاختراق، نُشرت على شبكة الإنترنت قاعدة بيانات قابلة للبحث، تطلب مبلغ 10 دولار عن كل عملية بحث. وفرت ذا ديلي بيست عينة من الحسابات المتضررة والمتأثرة، وأكدت بأن هناك العديد من حسابات البريد الإلكتروني من الممكن أن تجدها على محرك بحث قوقل في المصادر العامة، ولكن بعضها لا تجدها على نتائج محرك بحث قوقل وتلك من مصادر خاصة. نشرت ذا فيرج أن شركة الأمن السيبراني Repknight قد وجدت بيانات لعدد من الممثليين، والموسيقيين، والرياضيين، وقد تم استخدام حساب المغنية سيلينا من قبل المخترقين لنشر صور عارية لحبيبها السابق جاستن بيبر. أعترفت الشركة بأنها لم تستطع تحديد أي الحسابات بالضبط قد تأثرت. ولكنها قالت أنها تُشكل نسبة قليلة من حسابات إنستغرام. ولكن أعلن تيك كرانش في تقريره أن عدد الحسابات المتضرره قد بلغ 6 ملايين حساب. ويبلغ عدد مستخدمي خدمة إنستغرام 700 مليون حساب، وقال أنه رقم ستة ملايين ليس رقماً صغيراً.
في 2019، سحبت أبل تطبيق من متجرها يسمح للمستخدمين بتعقب مستخدمي الإنستغرام من خلال جمع بيانات الحساب.

### ملكية المحتوى
في 17 ديسمبر، 2012 أعلنت إنستغرام عن تعديل في سياسة الخدمة، وأضافت الجملة الأتية:
لم يكن أي خيار للمستخدمين للانسحاب من شروط الخدمة إلا بحذف حساباتهم قبل أن تدخل السياسة الجديدة حيز التنفيذ في 16 يناير، 2013. ونالت السياسة العديد من الانتقادات من قبل المستخدمين، مما دفع المدير التنفيذي لإنستغرام كيفن سيسترون أن يكتب منشور في مدونة، يعلن فيه إزالة الكلمات المُثيرة للاعتراض. منوهاً عن سوء فهم حول نيته في تواجد إعلانات مُناسبة للمستخدمين على إنستغرام. وقال سيسترون أيضاً أنه كأن خطأنا في استخدام كلمات محيرة ومُربكة. وليس لدينا أي نية لبيع صورك. بالإضافة إلى ذلك، قال أنهم سيعملون على تحديث أسلوب اللغة في شروط سياسة الخدمة ليجعلوها أكثر وضوحاً.
أن تغيير السياسة وموجة الغضب التي خلفتها عليها، سببت تنافس تطبيقات مشاركة الصور باستغلال الفرصة لجذب مستخدمين إنستغرام إليها من خلال الترويج إلى سياسات الخصوصية الجيدة لديها، وقد شهدت بعض التطبيقات نمواً وزيادة في أعداد مستخدميها بشكل ضخم بعد اخبار خصوصية إنستغرام. وفي 20 ديسمبر، أعلنت إنستغرام أن قسم سياسة الإعلان سيرجع إلى نسخته الأصلية نسخة أكتوبر 2010. كتبت ذا فيرج عن أن سياسة الخصوصية، في نسختها أكتوبر 2010، أيضاً تعطي للشركة الحق باستخدام صورك في الإعلانات، وفي أي طريقة تريدها تقريباً.

### استحواذ فيس بوك واعتباره خرقاً لقانون مكافحة الأحتكار الأمريكي
في محاضرة للبرفيسور تيم وو من كلية الحقوق بجامعة كولومبيا شرح فيها أن شراء فيس بوك لإنستغرام عام 2012 كان جناية. وفي مقالة لنيو يورك بوست نُشرت بتاريخ 26 فبراير، 2019، أفادت بأن «لجنة التجارية الفيدرالية قد كشفت عن وثيقة لأداري ذو مرتبة عالية في شركة فيس بوك ورد فيه بأن السبب في أن شركة فيس بوك قد اشترت إنستغرام هو القضاء على أي مُنافس محتمل». والذي شرحه تيم وو، كخرق لقانون مكافحة الأحتكار الأمريكياحتكار). وقال البروفيسور أن المستند هو بريد إلكتروني أرسل مباشرةً من قبل مارك زوكيربيرغ في حين أن مقالة منشورة قالت أن المصدر رفض أن يخبرهم بأن إذا كان الإداري صاحب المنصب عالي هو المدير التنفيذي. هذا المقالة أفادت بأن لجنة التجارة الفيدرالية شكلت فريق مهمة لمراجعة السلوك المانع للمنافسة في عالم التقنية بين الكثير من القلق بأن شركات التنمية تنموا بشكل قوي جداً. فريق المهمة سينظر في حلول كاملة للأدى التنافسي، في تصريح مدير اللجنة للصحفيين.

### خوارزميات الإعلانات مع تهديد الاغتصاب
في 2016 نشرات أوليفيا سولون وهي صحيفة من الغارديان، لقطة شاشة على حسابها الشخصي في إنستغرام لبريدها الإلكتروني الذي تسلمت فيه ثلاث تهديدات بالاغتصاب والقتل إتجاههها. حصل المنشور على ثلاثة اعجابات وعدد لا يحصى من التعليقات، وفي سبتمبر 2017، حولت خوارزميات الشركة الصورة إلى أعلان مرئي لشقيقة سولون. وأعتذر المتحدث باسم إنستغرام عن هذا وقال للغارديان «نحن اسفون أن هذا حصل - أنها ليست التجربة التي نريدها أن تحصل لشخص ما». وصعد إشعار المنشور إلى السطح كجزء من الجهد لتشجيع التفاعل والتواصل على إنستغرام. المنشورات بشكل عام تحصد نسبة صغيرة من أصدقاء المستخدم على فيس بوك. ولاحظت وسائل الإعلام المهتمة بالتكنولوجيا، أن الحادثة حصلت في نفس الوقت التي تخضع فيه شركة فيس بوك إلى معاينة وإمعان نظر بسبب خوارزمياتها وحملاتها الدعائية التي تستخدم لأغراض هجومية وسلبية.

## الرقابة والمحتوى المُقيد
في 11 يناير، 2020 استناداً إلى المتحدث باسم فيس بوك، بأن انستغرام وفيس بوك سيقومان بإزالة أي منشورات تعبر عن الدعم للقائد الإيراني قاسم سليماني امتثالاً للعقوبات الأمريكية المفروضة على إيران.

### المخدرات الممنوعة
كان إنستغرام محطاً للنقد وذلك لنشر المستخدمين صورأً للمخدرات يقومون ببيعها على المنصة، وفي 2013، كشفت بي بي سي المستخدمين، الذين غالباً ما كانوا في الولايات المتحدة، يقومون بنشر صور المخدرات يبيعونها، مرفقين معها رسوم معينة، ومن ثم يكملون عملية البيع عن طريق تطبيقات المراسلة الفورية مثل واتس أب، تلك الوسوم المتعلقة بالمخدرات تم حظرها من قبل الشركة وخاطب المتحدث باسم انستغرام شبكة بي بي سي:
انستغرام لديها مجموعة من القواعد الواضحة عن ما مسموح وما غير مسموح به على هذا الموقع. نحن نشجع المستخدمين الذين يجدون محتوى غير قانوني أو غير ملائم بالصدفة أن يبلغون عنه إلينا باستخدام أدوات التبليغ الموجودة بجانب كل صورة، مقطع مرئي، أو تعليق، ليتسنا لنا اتخاذ إجراء. لا يستطيع الناس شراء أشياء على أنستاغران، نحن ببساطة مجرد مكان حيث يستطيع الناس مشاركة الصور والمقاطع المرئية.
إلا أن حوادث بيع المخدرات غير القانونية حصلت حتى بعد عام 2013 ولم تتوقف، وطلبتا فيس بوك وإنستغرام من مستخدهميهما ممن يجدون هكذا محتوى بالصدفة أن يبلغوا عنه، وسيقوم فريق مختص بمراجعة المحتوى واتخاذ الأجراء.
أعلنا فيس بوك وإنستغرام أنهما سيقومان بمنع المؤثرين ومن يحظون بمتابعة كبيرة، من الترويج للتبغ أو السجائر الإلكترونية أو الأسلحة في منشورات تجارية عبر حساباتهم.

### إجساد النساء
في أكتوبر 2013، حذف إنستغرام حسب المصورة الكندية بترا كولينز بعد نشرها صورة لنفسها ظهر فيها مساحة صغيرة جداً من شعر عانتها فوق بنطالها البيكيني وكان مرئياً. قالت كولنز أن حذف الحساب كان قراراً خاطئاً لأنها لم تخرق أي من شروط وقوانين إنستغرام. كتبت أودرا شرودير في ذا ديلي دوت أن شروط إنستغرام للاستخدام تقول بأن لا يستطيع المستخدمون نشر صور إباحية أو جنسية، «لكن من في الحقيقة بإمكانه أن يقرر ذلك؟ أنت تستطيع بالتأكيد إيجاد صور أكثر جنسية وإباحية في الموقع من ما نشرته كولنز» حيث تظهر المرأة جزء من الأنوثة التي أعتاد العالم مشاهدتها وقبولها. وكتب نيك دريوي في موقع ذا ديلي بيست تقريراً في نفس الشهر يركز فيه على الوسوم التي لا يستطيع المستخدمون البحث عنها، وتتضمن الرسوم #Sex الجنس و، #bubblebut المؤخرة الرشيقة، و#ballsack الخصية، ورغم ذلك السماح بوسوم مثل #taketits أثداء مُزيفة، و#gunsforsale أسلحة للبيع، و#Sexytimes أوقات مثيرة، معتبراً ذلك غير منطقي ومتضارب مع ما تفعله إنستغرام.
في يناير 2015، حصلت عدة حوادث مشابهة، عندما حذف إنستغرام حساب عارضة أزياء أسترالية وحساب الوكالة التي تعمل لديها بسبب نشرهما صورة للعارضة مع ظهور شعر عانتها خارج بنطال البيكيني الخاص بها. وفي مارس 2015، عندما حذفت صور الفنانة والشاعرة روبي كاور التي كانت عبارة عن دماء الحيض أو الطمث على ملابسها، ونشرت بعد ذلك منشوراً على حسابها في الفيس بوك وتمبلر قالت فيه أننا «لَن نُقيد»، وحصدت على أكثر من 11 ألف مُشاركة.
تلك الحوادث أدت إلى ظهور حملة #Freethenipple حرر الحلمات، هدفت إلى تحدي إنستغرام في حذف الصور التي تظهر حلمات أثداء النساء. على الرغم من أن إنستغرام لم تبدي أي تعليقات على الحملة، إلا أن في أكتوبر 2015، في توضيح من المدير التنفيذي كيفن سيستروم الذي سلط الضوء على على إرشادات أبل للتطبيقات المنشورة على متجر أب ستور، ومنهم إنستغرام، أن التطبيقات يجب أن تُحدد الفئة العمرية المناسبة لمستخدميها، وفي حالة إنستغرام التي تُحدد من 12 عاماً فما فوق. إلا أن الكثير دعوا إلى مسألة أو توضيح أكثر في هذا البيان، وذلك لأن هناك الكثير من التطبيقات الأخرى التي تحتوي على محتوى جنسي أكثر صراحة ومسموحة فيها على المتجر، وانعدام النتائج المترتبة على عرض الرجال لأجسادهم على إنستغرام، والممارسات المتضاربة وغير المنطقية لما يشكل كشف غير لائق لجسد الأنثى.

### الرقابة حسب البلد

إنستغرام هو أكثر تطبيق تواصل اجتماعي شعبية في إيران (بالأحمر)، وتعد إيران البلد الوحيد في العالم الذي فيه إنستغرام التطبيق الأكثر شعبية.

حدثت العديد من حالات الرقابة على انستغرام في العديد من البلدان المُختلفة

#### الصين
حجبت الصين إنستغرام خلال احتجاجات هونغ كونغ 2014، وذلك بسبب نشر المتظاهرون لصور ومقاطع مرئية للاحتجاجات على الشبكة. لم تتأثرا هونغ كونغ ومكاو وذلك لأنهم ذات حكم ذاتي مستقل.

#### تركيا
تركيا معروفة برقابتها الشديدة على الإنترنت، وقيامها بشكل دوري بحجب مواقع التواصل الإجتماعي، من ضمنها إنستغرام.

#### كوريا الشمالية
بعد عدة أيام من حادثة حريق حصلت في فندق كوريو في كوريا الشمالية في 11 يونيو، 2015، بدأت السلطات بحجب إنستغرام لمنع صور الحادثة من الإنتشار.

## وصلات خارجية
- الموقع الرسمي